# Špela Pretnar
Špela Pretnar (* 5. März 1973 in Bled) ist eine ehemalige slowenische Skirennläuferin. Sie gehörte während der 1990er Jahre zu den erfolgreichsten Athletinnen in den Disziplinen Slalom und Riesenslalom, auch im Super-G realisierte sie einen Podestplatz. Ihren größten Erfolg feierte sie in der Saison 1999/2000 mit dem Gewinn des Slalomweltcups.

## Biografie
Pretnar feierte ihre ersten internationalen Erfolge bei den Juniorenweltmeisterschaften 1992 in Maribor mit der Silbermedaille im Riesenslalom und der Bronzemedaille in der Kombination. Im selben Jahr ging sie auch erstmals im Weltcup an den Start und erreichte beim Riesenslalom in Morzine als 17. ihre ersten Weltcuppunkte. In der folgenden Saison 1992/93 konnte sie sich bereits unter den ersten zehn platzieren und erreichte bei den Weltmeisterschaften 1993 in Morioka Platz sechs im Riesenslalom und Platz sieben im Super-G. Im Jahr darauf nahm sie an den Olympischen Winterspielen in Lillehammer teil und wurde Elfte im Slalom und Zwölfte im Riesenslalom.
Die Saison 1994/95 war eine ihrer erfolgreichsten. Sie gewann ihr erstes Weltcuprennen, den Riesenslalom von Bormio am 18. März 1995 und fuhr weitere dreimal aufs Podest (Dritte im Super-G von Flachau, Zweite im Riesenslalom von Maribor und Dritte im Riesenslalom von Cortina d’Ampezzo). Dadurch wurde sie Dritte im Riesenslalomweltcup und Siebente im Gesamtweltcup. Die folgende Saison musste sie verletzungsbedingt aussetzen, danach konnte sie nicht sofort Anschluss an die Weltspitze finden.
In der Saison 1997/98 erreichte sie mit zwei dritten Plätzen ihre ersten Podestplatzierungen im Slalom. Bei den Olympischen Winterspielen 1998 in Nagano schied sie sowohl im Slalom als auch im Riesenslalom aus. Ein Jahr später, am 23. Februar 1999, gewann sie ihren ersten Weltcupslalom in Åre und belegte am Ende der Saison Rang sieben im Slalomweltcup. Bei den Weltmeisterschaften 1999 in Vail wurde sie im Riesenslalom Achte und schied im Slalom aus. Die nächste Saison 1999/2000 war ihre erfolgreichste: Sie gewann vier Slalomrennen, erreichte zwei weitere Podestplätze und sicherte sich damit den Gewinn der Slalom-Disziplinenwertung vor Christel Pascal. Für diese Leistung wurde sie als slowenische Sportlerin des Jahres ausgezeichnet.
In der folgenden Saison kämpfte sie mit vielen Ausfällen, so auch bei den Weltmeisterschaften 2001 in St. Anton, wo sie in Slalom und Riesenslalom nicht ins Ziel kam. Danach konnte sie sich im Weltcup nur noch selten unter den besten zehn platzieren. Auch bei den Olympischen Winterspielen 2002 in Salt Lake City und den Weltmeisterschaften 2003 in St. Moritz konnte sie nicht mit den Spitzenläuferinnen mithalten bzw. schied aus. Nach der Saison 2002/03 gab sie ihren Rücktritt vom Skirennsport bekannt. Im März 2004 nahm sie noch einmal an slowenischen Meisterschaften teil und wurde Achte im Slalom.
Nach ihrer Skifahrerkarriere arbeitete sie u. a. als Sportreporterin beim slowenischen Kommerz-TV-Sender „POP TV“ – und aktuell fungiert sie (wie z. B. bei den Weltmeisterschaften 2019 in Åre) als Pressebetreuerin des Slowenischen Skiverbandes.

## Erfolge

### Olympische Spiele
- Lillehammer 1994: 11. Slalom, 12. Riesenslalom, 23. Abfahrt
- Salt Lake City 2002: 20. Slalom, 20. Riesenslalom

### Weltmeisterschaften
- Morioka 1993: 6. Riesenslalom, 7. Super-G, 22. Slalom
- Sestriere 1997: 11. Riesenslalom, 12. Slalom
- Vail 1999: 8. Riesenslalom

### Juniorenweltmeisterschaften
- Geilo/Hemsedal 1991: 9. Abfahrt, 16. Slalom
- Maribor 1992: 2. Riesenslalom, 3. Kombination, 6. Super-G, 11. Slalom, 17. Abfahrt

### Weltcupwertungen
Špela Pretnar gewann einmal die Disziplinenwertung im Slalom.
| Saison  | Gesamt | Gesamt | Abfahrt | Abfahrt | Super-G | Super-G | Riesenslalom | Riesenslalom | Slalom | Slalom | Kombination | Kombination |
| Saison  | Platz  | Punkte | Platz   | Punkte  | Platz   | Punkte  | Platz        | Punkte       | Platz  | Punkte | Platz       | Punkte      |
| ------- | ------ | ------ | ------- | ------- | ------- | ------- | ------------ | ------------ | ------ | ------ | ----------- | ----------- |
| 1991/92 | 99.    | 18     | –       | –       | –       | –       | 39.          | 18           | –      | –      | –           | –           |
| 1992/93 | 55.    | 107    | –       | –       | 51.     | 5       | 25.          | 54           | 45.    | 22     | 15.         | 26          |
| 1993/94 | 15.    | 378    | 35.     | 42      | 27.     | 38      | 15.          | 141          | 22.    | 109    | 9.          | 48          |
| 1994/95 | 7.     | 669    | –       | –       | 15.     | 119     | 3.           | 352          | 11.    | 158    | 6.          | 40          |
| 1996/97 | 48.    | 118    | –       | –       | –       | –       | 18.          | 96           | 38.    | 22     | –           | –           |
| 1997/98 | 19.    | 322    | –       | –       | –       | –       | 18.          | 113          | 10.    | 209    | –           | –           |
| 1998/99 | 19.    | 422    | –       | –       | –       | –       | 13.          | 169          | 7.     | 253    | –           | –           |
| 1999/00 | 7.     | 714    | –       | –       | –       | –       | 33.          | 69           | 1.     | 645    | –           | –           |
| 2000/01 | 36.    | 203    | –       | –       | –       | –       | 44.          | 12           | 13.    | 191    | –           | –           |
| 2001/02 | 49.    | 147    | –       | –       | –       | –       | 43.          | 21           | 18.    | 126    | –           | –           |
| 2002/03 | 65.    | 66     | –       | –       | –       | –       | 56.          | 2            | 25.    | 64     | –           | –           |

### Weltcupsiege
Pretnar errang 13 Podestplätze, davon 6 Siege:
| Datum             | Ort             | Land        | Disziplin    |
| ----------------- | --------------- | ----------- | ------------ |
| 18. März 1995     | Bormio          | Italien     | Riesenslalom |
| 23. Februar 1999  | Åre             | Schweden    | Slalom       |
| 20. November 1999 | Copper Mountain | USA         | Slalom       |
| 9. Januar 2000    | Berchtesgaden   | Deutschland | Slalom       |
| 12. Februar 2000  | Santa Caterina  | Italien     | Slalom       |
| 20. Februar 2000  | Åre             | Schweden    | Slalom       |

### Europacup
- ab 1994/95: 4 Podestplätze, davon 1 Sieg (Riesenslalom in Rogla 1999)

### Weitere Erfolge
- 8 slowenische Meistertitel:
  - 6× Riesenslalom (1993, 1994, 1995, 1997, 1998 und 1999)
  - 1× Slalom (1999)
  - 1× Kombination (1993)
- 3 Slalom-Siege im Nor-Am Cup
- 11 Siege in FIS-Rennen seit 1995 (7× Slalom, 4× Riesenslalom)

## Auszeichnungen
- Slowenische Sportlerin des Jahres 2000